# 新祺周站
新祺周站位于中华人民共和国江西省南昌市新建区新祺周桑蚕场，是京九铁路的一座火车站，等级为四等站，距北京西站1415公里，距常平站900公里，本站及相邻上下行区间均为电气化区段。车站建于1928年，现只办理货运，不办理客运业务。